# Джойски хребет
Джойският хребет (на руски: Джойский хребет) е планински хребет в Южен Сибир, част от планинската система на Западните Саяни, разположен в югоизточната част на Хакасия, в Русия. Простира се от североизток на югозапад на протежение около 75 km, покрай левия бряг на река Джой (ляв приток на Енисей). На североизток стръмно се спуска към долината на Енисей, на югозапад достига до долината на река Арбати (десен приток на Абакан, а на северозапад и север склоновете му постепенно потъват в Минусинската котловина. Максимална височина 1837 m (52°50′33″ с. ш. 91°11′32″ и. д. / 52.8425° с. ш. 91.192222° и. д.), в крайната му североизточна част. Изграден е от шисти и варовици, на места пронизани от т.нар. „джойски“ гранити. От него водят началото си малки десни притоци на река Абакан. Северните му склонове, на височина 800 – 900 m са обрасли с лиственично-борови гори, а по-нагоре следва тъмна иглолистна тайга.
На източния му стръмен склон, срещу хребета Борус е изградена голямата преградна стена на Саяно-Шушенското водохранилище на река Енисей.

## Топографски карти
- N-46-В М 1:500 000[2]